# Lycée Anávryta
Le lycée classique Anávryta (grec moderne : εθνικόν εκπαιδευτήριον Αναβρύτων / ethnikón ekpedeftírion Anavrýton, « lycée national d’Anávryta »), aujourd'hui connu sous le nom de lycée modèle Anávryta (πρότυπη σχολή Αναβρύτων / prótypi skholí Anavrýton), est un établissement scolaire privé situé à Maroússi, en Grèce. Fondé en 1940 par le roi Georges II afin d'accueillir les princes de la famille royale et les jeunes garçons issus de l'élite grecque, le lycée Anávryta a longtemps suivi les précepte du pédagogue juif allemand Kurt Hahn.

## Histoire
Créé par le roi Georges II en 1940, le lycée Anávryta est fermé durant la Seconde Guerre mondiale. Rouvert en 1949, l'établissement accueille le diadoque Constantin dans les années 1950. À partir de 1976, le lycée n'est plus réservé aux membres de l'élite grecque mais seuls les élèves ayant réussi un concours d'entrée très sélectif peuvent y étudier. À la fin des années 1980, le concours d'entrée disparaît du fait des pressions du gouvernement grec. Depuis 2013, cependant, un examen d'entrée a été rétabli. 
Les locaux de l'établissement se trouvent dans une ancienne villa ayant appartenu au banquier Andréas Syngrós.